# Interior do Amapá

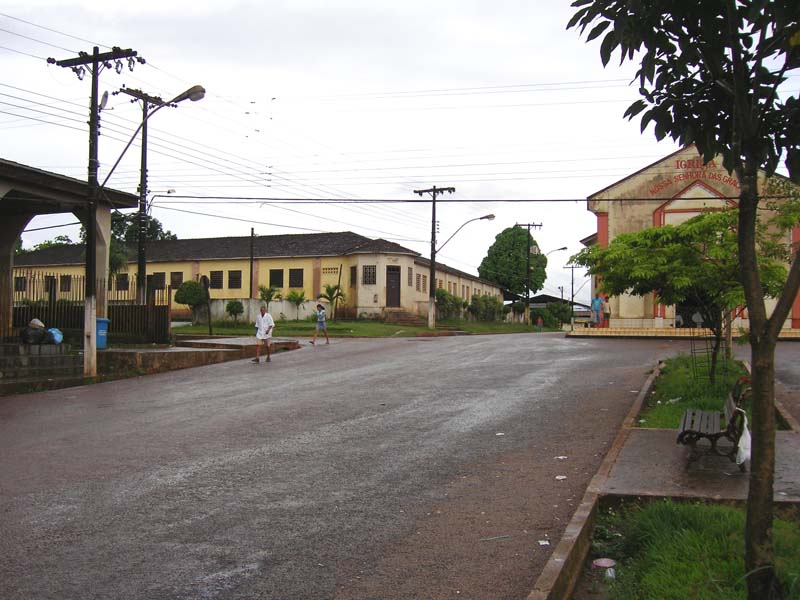
Panorama da cidade de Oiapoque, município localizado ao norte do estado

O interior do Amapá, ou interior amapaense, é a região que abrange todo o estado brasileiro supracitado, que pertence à Região Norte do país, exceto a Grande Macapá. De acordo com o Instituto Brasileiro de Geografia e Estatística (IBGE), a população do Amapá excluindo a região metropolitana de sua capital, em 2013, era de 188 843 habitantes, ou seja, 25,7% de todo o estado. A sociedade amapaense é uma das mais miscigenada do país, com forte presença de paraenses, cearenses, maranhenses, Mineiros e goianos. O fluxo migratório para o estado continua intenso, apesar de ter diminuído nos últimos anos, e ele se concentra principalmente nas sedes municipais onde residem 89,76% da população.
Essa área caracteriza-se por sua baixa industrialização e agronegócio em desenvolvimento. Grandes áreas do interior ainda são de floresta densa, algumas protegidas por lei, e outras são reservas extrativistas que exploram desde a castanha-do-brasil até o açaí. A exploração de madeira no estado também gera empregos, contudo, ainda precisa de mais fiscalização pois muitos utilizam o desmatamento ilegal para a produção de carvão vegetal. Na década de 1970, o interior amapaense é beneficiado com a construção da usina hidrelétrica Coaracy Nunes, o que impulsionou o desenvolvimento sócio-econômico do Amapá.

## Demografia
Segundo dados do censo demográfico do Instituto Brasileiro de Geografia e Estatística (IBGE), realizado no ano de 2013, a população da unidade federativa excluindo a região metropolitana de sua capital, era de 188 843 habitantes.

## Cultura
O Amapá possui um conjunto cultural muito rico e bastante peculiar com forte influência de índios e negros. Na culinária amapaense, os principais pratos são: pato no tucupi, a tapioca, caldeirada de tucunaré, vatapá, tacacá, maniçoba, farinha, farofa de pirarucu etc. Algumas frutas nativas do estado são: bacaba, cupuaçu, graviola, açaí, taperebá, bacuri, graviola, castanha-do-brasil e várias outras que são utilizadas não só para sucos, mas também para o preparo de doces, bolos, biscoitos, tortas e sorvetes. Há uma grande variedade de peixes nos rios da região, com detaque para: araunã, dourada, filhote, gurijuba, jiju, piramutaba, pescada, pirarucú, piranha, pirapitinga, sarda, tambaquí, tucunaré, traíra, tamuatá, dentre outros.
A religiosidade também tem forte influência na sociedade amapaense. As principais festividades do estado nasceram da devoção de fiéis a santos católicos, por exemplo, a Festa do Divino Espírito Santo, o Círio de Nazaré (que é realizado na cidade de Macapá) e a Festa de São Thiago (realizada em Mazagão). A principal dança do estado, o Marabaixo, une a tradição católica e o folclore amazônico em uma dança com tambores, saias rodadas e coloridas e músicas que lembram o lamento da senzala.
O folclore amapaense também apresenta grande diversidade pois engloba lendas, crenças e costumes tradicionais do estado. Uma das mais conhecidas lendas do estado é a da Pedra do Guindaste, que conta a história de uma cobra gigante que, durante a maré revolta, sai de debaixo do monumento para tomar água, de maneira que a mesma nunca conseguiu cobrir a pedra. Há também lendas muito conhecidas como a do Tarumã e do rio Oiapoque.

## Estrutura urbana

### Transportes

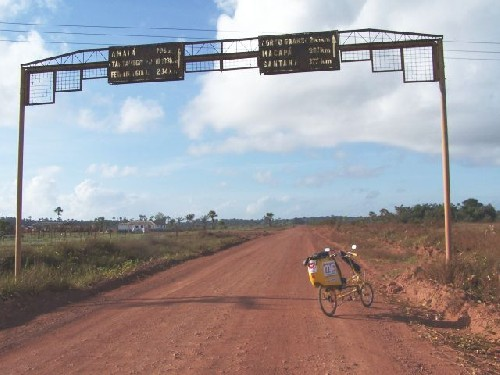
BR-156 na altura de Calçoene

Os principais meios de transporte da região são o fluvial e o rodoviário. O ferroviário, no entanto, foi utilizado até 2015. O primeiro se justifica pela infinidade de rios do Amapá sendo o Oiapoque, o Jari, o Maracá e o Araguari os principais e mais utilizados para o transporte de passageiros e pescadores. Quanto às rodovias, o estado é cortado por duas federais: a BR-156 (que tem 822,9 km de extensão) e a BR-210 (com 471 km), e quatro rodovias estaduais: AP-010 (que tem apenas 29 km), AP-020, AP-030 e a AP-070 (com extensão de 141 km). Nenhuma destas rodovias, todavia, é totalmente pavimentada e algumas, como é o caso da AP-010, nunca receberam este serviço e são de chão batido. A AP-070, chamada de Rodovia Alceu Paulo Ramos, começou a receber pavimentação em fevereiro de 2013 e a de conclusão das obras é de dois anos.
As estradas federais contam com asfaltamento em alguns pontos de sua extensão. A BR-156 (que liga Laranjal do Jari a Oiapoque passando por Macapá) tem 347 quilômetros pavimentados. Este total compreende o percurso entre a capital e Calçoene. A partir desta cidade, são 216 km até Oiapoque, município que se localiza no extremo norte do estado, em trechos acidentados e com atoleiros. Nas comunidades do Carnot (em Calçoene) e do Cassiporé (Oiapoque), a rodovia torna-se de difícil acesso em períodos chuvosos. Já a BR-210, popularmente chamada de Perimetral Norte, tem pavimentação de Macapá até o município de Porto Grande, a partir deste ponto são 102 km de estrada em leito natural até Serra do Navio.
O estado conta com a Estrada de Ferro Amapá (EFA) como principal rota de ligação sobre trilhos, entre o Porto de Santana e a Serra do Navio. A ferrovia, de 194 km de extensão e bitola de 1,435 m, foi construída pela mineradora Icomi em 1957 para o transporte de manganês proveniente das reservas locais e de cargas gerais para fins de exportação, bem como para o transporte de passageiros, onde foram abertas estações e paradas para atender aos mesmos nas cidades atravessadas pela linha férrea, muitas vezes carregando a pequena produção agrícola familiar. Após a paralisação das operações da Icomi em 1997, a EFA foi entregue ao estado do Amapá, que em 2006, a concedeu para a MMX Mineração.
Na primeira metade da década de 2010, o controle da ferrovia foi repassado à mineradora Zamin, que após o desabamento do porto na Grande Macapá e sucessivas crises financeiras, teve sua licitação extinta em 2015. Desde então, o transporte ferroviário no Amapá encontra-se com suas operações paralisadas, tanto para cargas como para passageiros.

### Educação

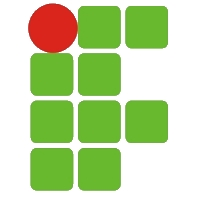
Brasão do Instituto Federal do Amapá

O interior do Amapá conta com campi da Universidade Federal do Amapá (UNIFAP), a principal instituição de ensino superior do estado. Estes campi se encontram nos municípios de Laranjal do Jari, Oiapoque e Mazagão e estão sendo construídas unidades em Porto Grande e Tartarugalzinho. No ranking das melhores universidades do Brasil, a Folha de S.Paulo classificou, em 2013, a Unifap como a 163º melhor universidade brasileira.
O Instituto Federal de Educação, Ciência e Tecnologia do Amapá (IFAP) é uma instituição federal de ensino técnico e superior criada em 29 de dezembro de 2008 através da Lei nº 11.892. Com exceção dos campi das cidades de Macapá e Santana, o IFAP tem apenas um campus no interior do estado, o de Laranjal do Jari. Localizado na rua Nilo Peçanha, o instituto iniciou suas atividades em 8 de setembro de 2010 com 420 alunos.

### Saúde pública
Um dos principais hospitais do interior amapaense é o Hospital de Oiapoque. Como se sabe, Oiapoque localiza-se no extremo norte do estado e é a cidade mais distante da capital, Macapá. As obras de expansão do hospital foram concluídas em novembro de 2013, segundo informações da Secretaria estadual de infraestrutura, e este foi reinaugurado em dezembro do mesmo ano. Localizado na rua Presidente Kennedy, no centro da cidade, o estabelecimento de saúde é de média complexidade e possui quarenta leitos. No sul do estado, o Hospital de Laranjal do Jari, que atende aos municípios do vale do Jari, é outra importante unidade de saúde. Localizado em uma das principais avenidas da cidade, a Tancredo Neves, na altura do bairro do Agreste, conta com 18 médicos e 47 leitos.
A realidade da saúde pública na maioria dos municípios, todavia, é de extrema dificuldade, seja pela falta de médicos e remédios, seja pela estrutura inadequada das unidades de saúde. Um dos dados que evidencia estes problemas é o número de médicos para cada grupo de mil habitantes. O Amapá possui uma das piores médias do país (0,95) e está longe da média indicada pela Organização Mundial da Saúde.

### Saneamento básico
A universalização do abastecimento de água na região está longe de se tornar realidade, pois em muitos municípios a maioria da população não conta com os serviços de água e esgoto. Entretanto, em algumas cidades amapaenses o fornecimento de água chega a 100% da população como em Cutias que, em 3 de maio de 2014, inaugurou sua nova Estação de Tratamento de Água (ETA) que custou R$ 1,35 milhão. Em Vitória do Jari, no sul do estado, o plano da Companhia de Água e Esgoto do Amapá (CAESA) é levar água para 85% das residências do município até o final de 2014.